# Tunica (film)
Tunica (titlu original: The Robe) este un film american epic din 1953 regizat de Henry Koster și produs de Frank Ross. Prezintă povestea unui tribun militar roman care comandă trupele care l-au crucificat pe Iisus Hristos. Rolurile principale au fost interpretate de actorii Richard Burton, Jean Simmons, Victor Mature, Michael Rennie, Dean Jagger, Jay Robinson, Richard Boone și Jeff Morrow. 
Filmul a fost realizat de 20th Century Fox și este notabil ca fiind primul film CinemaScope cu ecran lat. Ca și alte filme CinemaScope anterioare, a fost filmat cu lentile originale Hipergonar (un dispozitiv anamorfic inventat de Henri Chrétien în 1926). Coloana muzicală a filmului a fost compusă de către Alfred Newman, iar director de imagine a fost Leon Shamroy. 
Filmul Tunica  a avut o continuare, Demetrius and the Gladiators (Demetrius și Gladiatorii, 1954).  Scenariul a fost adaptat de către Gina Kaus, Albert Maltz și Philip Dunne după romanul cu același nume scris de Lloyd C. Douglas.  Motivul pentru care Lloyd Douglas a spus că a scris romanul Tunica a fost acela de a răspunde prin ficțiune la întrebarea: ce s-a întâmplat cu soldatul roman care a câștigat tunica lui Iisus la un joc de zaruri?

## Prezentare
Acțiunea are loc în Roma antică, Iudeea, Capri și în Galileea în perioada 32 - 38 AD

## Distribuție
- Richard Burton ca Marcellus Gallio
- Jean Simmons  ca Diana
- Victor Mature ca Demetrius
- Michael Rennie ca Petru
- Jay Robinson - Caligula
- Dean Jagger ca Justus
- Torin Thatcher  ca Senator Gallio
- Richard Boone  ca Pilat din Pont
- Betta St. John ca Miriam
- Jeff Morrow  ca Paul din Tars
- Ernest Thesiger ca Tiberius
- Dawn Addams  ca Junia
- Leon Askin  ca Abidor

Nemenționați
- Michael Ansara ca Iuda
- Helen Beverley  ca Rebecca
- Sally Corner - Cornelia Gallio
- Rosalind Ivan ca  Împărăteasa Iulia
- Donald C. Klune ca Iisus din Nazaret
- David Leonard ca Marcipor
- Cameron Mitchell ca vocea lui Iisus
- Jay Novello ca Tiro
- Frank Pulaski  ca Quintus
- Pamela Robinson ca Lucia Gallio

## Premii și nominalizări
Oscar 1954:
Câștigate
- Cele mai bune decoruri (color): Art Direction: Lyle Wheeler, George Davis; Set Decoration: Walter M. Scott, Paul S. Fox
- Cele mai bune costume (color): Charles LeMaire, Emile Santiago

Nominalizări
- Cel mai bun film: Frank Ross, Producător
- Cel mai bun actor: Richard Burton
- Cea mai bună imagine (color): Leon Shamroy

Globurile de Aur 1954:
Câștigate
- Cel mai bun film dramatic